# Anselme-Marie Bruniaux

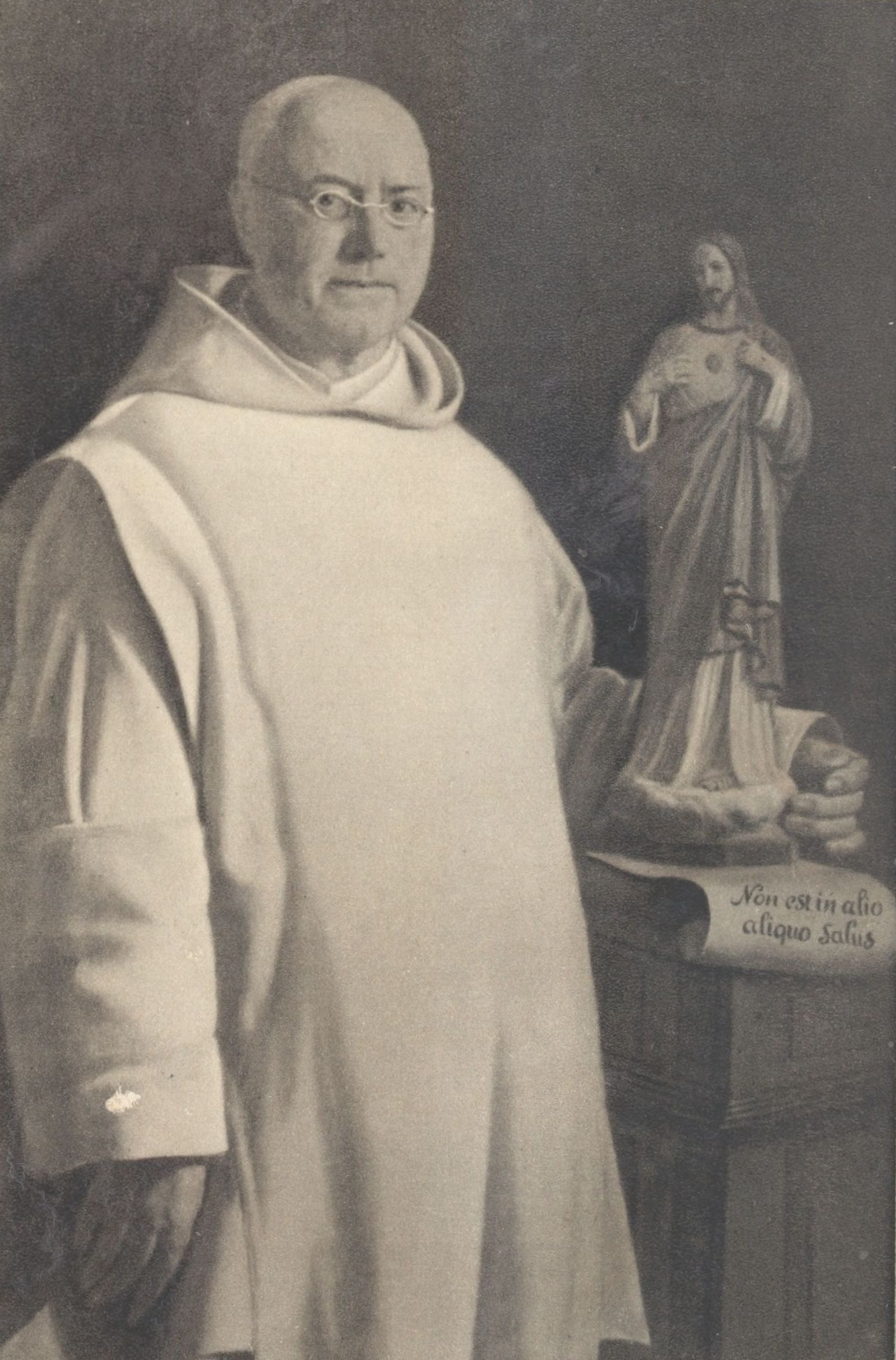

Anselme-Marie Bruniaux (* 7. Juni 1823 in Saint-Martin-sur-Écaillon, Frankreich als Hubert Bruniaux; † 7. Oktober 1892 in La Grande Chartreuse, Frankreich) war ein französischer Kartäuser.

## Leben
1847 wurde er zum Priester für das Bistum Cambrai geweiht. Er wirkte als Professor am Kleinen Seminar in Cambrai und als Direktor des Institution Notre-Dame des Victoires in Roubaix.
Am 1. November 1860 trat er in die Grande Chartreuse ein und legte dort seine feierliche Profess ab. Er wirkte als Novizenmeister in der Grande Chartreuse, als Vikar in Chartreuse de La Valsainte und wurde 1869 zum Prior von Valbonne ernannt.
Am 1. März 1879 wurde er zum Prior der Grande Chartreuse und Generalminister des Kartäuserordens gewählt. Er war ein Verehrer des Herzen Jesu. Als er am 8. Oktober 1892 starb, hielt Amand-Joseph Fava, Bischof von Grenoble, die Trauerrede.